# 1e millennium v.Chr.
Het eerste millennium v.Chr. loopt vanaf 1000 tot 1 v.Chr.

## Langjarige gebeurtenissen

### Afrika
- 1000 v.Chr. opkomst van de Nokcultuur
- 1000 v.Chr. het begin van de Oost/Zuid expansie der Bantoevolken
- 740 v.Chr. De Koesjiet Piye begint zijn heerschappij
- 600 v.Chr. IJzerproductie rond de Grote Meren
- 600 v.Chr. Nokcultuur doet aan ijzersmelten
- 592 v.Chr. Psammetichus II plundert Napata
- 500 v.Chr. Trans-saharaanse handel in volle bloei van Marokko tot de Senegal-rivier
- 500 v.Chr. Meroë wordt het centrum van de ijzerproductie
- 500 v.Chr. Ontwikkeling van het Ethiopisch schrift
- 300 v.Chr. Libisch schriftt is ontwikkeld
- 300 v.Chr. Meroë wordt de hoofdstad van Koesj
- 200 v.Chr. Meroitische schrift in complete vorm
- 146 v.Chr. Carthago's laatste nederlaag, Romeinse provincie van Africa
- 100 v.Chr. Aksum ontwikkelt zijn Indische, Rode Zee handelsbetrekkingen
- 20 v.Chr. Meroieten dwarsbomen Romeinse verovering

## Egypte
- In de loop van het millennium schuift het bestuurlijk zwaartepunt van Egypte steeds verder naar het noordwesten: Memphis, Sais, Naukratis en uiteindelijk, na 331 v.Chr., in toenemende mate Alexandrië.
- 727 v.Chr. Koesj verovert Egypte, 25e dynastie
- 671 v.Chr. Koesjieten verdreven uit Egypte door Assyriërs
- 343 v.Chr. Perzië verovert Egypte
- 332 v.Chr. Alexander verovert Egypte
- 31 v.Chr. Rome verovert Egypte

### Middellandse Zee
De Middellandse Zee wordt een centrum van handel tussen oost en west. Vanuit hun havensteden in de Levant verbreiden de Feniciërs de kennis van het smeden van ijzer. Ze stichten overal handelsposten op verre kusten, bedoeld om de handel met de plaatselijke bevolking te vergemakkelijken. Deze posten groeien op den duur uit tot echte havensteden, die soms niet onderdoen voor Tyrus en Sidon. 
Zo wordt Gadir gesticht buiten de Zuilen van Melqart door kolonisten uit Tyrus. 
Vanuit deze havens bedrijven ze een regelmatige handel langs de Atlantische kusten van Iberië en het huidige Marokko. 
De Griekse kolonisatie speelt zich vooral af aan de kusten van de Middellandse Zee en de Zwarte Zee, waardoor de 
Griekse taal, cultuur en organisatie van de poleis zich over het gehele gebied kan verspreiden.
De Grieken in pre-Romeins Gallië zijn Griekse kolonisten die de zuidwestkust van Frankrijk hebben bezet. 
Ze hebben er nederzettingen, veelvuldige handel en culturele invloed. In de havenstad Massilia wisselen Kelten en Etrusken hun handelswaar uit.

### Azië
- Op het Indisch Schiereiland nemen het belang van de sociale hiërarchie en van de priesterklasse toe. Hieruit ontwikkelen zich het Indische kastenstelsel en het orthodoxe brahmanisme. Bestudering van de Veda's leidt tot het ontstaan van de Indische filosofie en de antieke Indische wetenschap.
- 528 v.Chr. Het boeddhisme ontstaat
- De strijdwagen wordt in China overbodig in de Periode van de Strijdende Staten. De voornaamste reden hiervoor is de uitvinding van de kruisboog en het overnemen van nomadische cavalerie (bereden boogschutters), die effectiever is.
- 221 v.Chr. China wordt verenigd onder de Qin-dynastie.

## Midden-Oosten
- Het koninkrijk Juda is volgens de Hebreeuwse Bijbel een gedeelte van Kanaän, dat in bezit is genomen door de Israëlitische stammen Juda, Simeon en Benjamin en bestaat van 922 v.Chr. tot 586 v.Chr.. Het wordt vaak het Zuidelijk Koninkrijk of het Tweestammenrijk genoemd om het te onderscheiden van het Noordelijk Koninkrijk (koninkrijk Israël) dat ook wel het Tienstammenrijk genoemd wordt. De hoofdstad van Juda is Jeruzalem.
- De Joodse tempel wordt gebouwd in de 10e eeuw v.Chr. in Jeruzalem en is vier eeuwen lang het centrum van de Joodse godsdienst.

```
die volgde op de verwoesting van de tempel van Jeruzalem in 586 v.Chr. door de Babyloniërs. 
```

- Als de tempel niet langer gebruikt kan worden om dierenoffers te brengen, schakelt men over op lezingen uit de Thora en zingen of bidden van psalmen en hymnen op vaste uren van de dag.
- Na de Babylonische ballingschap wordt de Tweede Joodse Tempel gebouwd in het begin van de 6e of de 5e eeuw v.Chr..
- De joodse religie ontwikkelt zich in de loop der eeuwen tot monotheïsme, terwijl bijna alle andere culturen in de antieke wereld polytheïstisch zijn.
- Het heilige boek van het jodendom, de Tenach (inclusief de Thora), wordt geschreven in het Hebreeuws, maar door demografische veranderingen zullen uiteindelijk alle Joden Aramees gaan spreken. Na
- 700 v.Chr. Upanishadische geschriften
- 631 v.Chr. Einde van het Assyrische Rijk
- 539 v.Chr. Perzen veroveren Babylon

### Oceanië
- 500 v.Chr. Austronesische volkeren vestigen zich in westelijk Polynesië.

## Grieken en Romeinen
- 800 v.Chr. Opkomst van de Etruskische beschaving
- In deGriekse Oudheid vinden de vier pan-Helleense spelen plaats:
- de Pythische Spelen in Delphi,
- de Isthmische Spelen in Korinthe,
- de Nemeïsche Spelen in Nemea
- de Olympische Spelen in Olympia.
- De Grieken brengen de astronomie een stuk verder,

bijvoorbeeld door de definitie van de dierenriem, een band van 12 
sterrenbeelden waardoorheen de zon, maan en planeten bewegen.
- Oorspronkelijk hebben de Oskisch-Umbrische talen een veel grotere verspreiding dan het Latijn. Omstreeks 400 v.Chr. worden ze gesproken door bijna de helft van de bevolking van het Apennijns Schiereiland, terwijl Latijn niet door veel meer dan 5 % wordt gesproken. De rest spreekt Etruskisch, Grieks, Messapisch en andere talen. Door de machtspositie van Rome wordt het Latijn echter de dominante taal, die de andere talen geleidelijk aan begint te verdringen.

- Na de drie Punische Oorlogen tegen Carthago tussen 264 en 146 v.Chr. is Rome de onbetwiste grootmacht van het Middellandse Zeegebied en begint het de Keltische gebieden binnen te dringen.

## Wetenschap
- Eratosthenes stelt in de 3e eeuw v. Chr. vast dat de Aarde een bol is en komt tot een niet onverdienstelijke benadering van de omtrek van de Aarde.

## Kelten
- De Kelten bewonen grote delen van Europa. Aan de Donau bestaat van 800 tot 450 v.Chr de Hallstattcultuur; aan de Rijn en de Rhône, ontwikkelt zich in de 5e eeuw v.Chr. de La Tène-beschaving.

Deze culturen maken deel uit van de Europese IJzertijd en verdwijnen bij de komst van de Romeinen. In de La Tène-periode is begraven algemeen, in de Hallstattcultuur is dat cremeren.
De druïden nemen een zeer belangrijke plaats in binnen de Keltische samenleving. Ze zijn meer dan priesters: ze treden ook op als rechters en als raadsheren van de Keltische koningen. Ze zijn zeer nauw verbonden met de natuur en baseren hun raadgevingen en voorspellingen voornamelijk op (voor-)tekenen uit de natuur. Ze fungeren eveneens als het 'geheugen' van de stam en hebben bijvoorbeeld grote astronomische kennis. Zij bepalen de kalender en de 'gunstige' en 'ongunstige' dagen. Het is een broederschap die de stammen en de grenzen overschrijdt. Hun verzamelplaats is een open plek in een eikenwoud.

### Lage landen
- Zoals in heel Noord-Europa ontstaan hier nieuwe vormen van sedentaire landbouw, bijvoorbeeld op de raatakkers. Deze Celtic Fields zijn kleine, min of meer vierkante of rechthoekige aaneensluitende akkers, die vanaf de Late Bronstijd met de haakploeg worden bewerkt voor de verbouw van primitieve graansoorten als emmertarwe en spelt.
- In België en het zuiden van Nederland worden ijzeren voorwerpen gangbaar omstreeks 700 v.Chr., terwijl Noord-Nederland achterblijft: daar zijn ijzeren speerpunten en paardenbitten in een graf uit de 6e eeuw v.Chr. op het Holtingerveld bij Havelte de vroegste sporen.

Invallers van de Hallstattcultuur dringen de Scheldestreek binnen. De doden worden begraven in urnenvelden, zoals dat van Massemen.  
De ijzertijd eindigt hier als de Romeinen naar de Lage Landen komen (circa het begin van onze jaartelling).

## Wetenschap
- De Babylonische astronomische dagboeken, waarinsystematische astronomische observaties worden aangevuld met informatie over aardse fenomenen, zijn het werk van de Chaldeeën en bestrijken een periode van bijna zes eeuwen (652 tot 61 v.Chr., met het zwaartepunt in de hellenistische periode na 330 v.Chr.).
- dankzij de Griekse arts Hippocrates verschuift de aandacht vanaf de vijfde eeuw v. Chr. naar een natuurlijke verklaring voor het bestaan van ziekten en dood.

Hij ontwikkelt de humorestheorie. Hij gaat er van uit dat in het lichaam vier sappen in balans zijn; bloed, geel gal, zwart gal en slijm. Ziektes zouden voortkomen uit een verstoring in de balans van deze sappen. 

## Innovatie
- De munt als betaalmiddel ontstaat in de 7e eeuw in Lydië en ongeveer gelijktijdig in China en India. Vanaf de 6e eeuw gaan de Griekse stadstaten de drachme slaan, en de Romeinse republiek introduceert in de 3e eeuw de Denarius.
- Ontwikkeling van het Aramese en het Griekse alfabet.
- Na 300 v.Chr. wordt durumtarwe met naakte korrels meer en meer verbouwd en na enkele eeuwen heeft deze soort de emmertarwe verdrongen. Tarwe komt in 200 v.Chr. voor het eerst voor in het Middellandse Zeegebied. Tegelijkertijd wordt ten noorden van de alpen emmertarwe verdrongen door spelt.
- drijfvermogen
- meetkunde
- stelling van Pythagoras
- bolvormige aarde
- atomen
- wateruurwerk
- superschepen
- vuurtoren

## Militair
- trireem
- kruisboog
- belegeringswapens
- Maliënkolder

## Cultuur
- De kithara is samen met de lier het meest gebruikte snaarinstrument van de Grieken en Romeinen. De lier is een echt volksinstrument, in tegenstelling tot de kithara, die voornamelijk door professionele muzikanten wordt bespeeld.
- Tot stand koming van de Zeven wereldwonderen van de antieke wereld

### Amerika
- 1000 v.Chr. opkomst van Chavín de Huántar in Peru
- 1000 v.Chr. Nederzetting van Poverty Point, Louisiana bereikt zijn hoogtepunt
- 900 v.Chr. La Venta vervangt San Lorenzo
- 900 v.Chr. Opkomst van Tres Zapotes
- 850 v.Chr. Opkomst van de Zapoteken in Mexico
- 800 v.Chr. Kaminaljuyu gesticht
- 800 v.Chr. Opkomst van de Adenacultuur in Ohio
- 800 v.Chr. Het begin van de maisteelt op de Amazonische overstromingsvlakten
- 700 v.Chr. Poverty Point verlaten
- 700 v.Chr. Veel tempelcentra op de kust van Peru worden verlaten
- 600 v.Chr. Opkomst van de Paracascultuur
- 600 v.Chr. Het schrift verschijnt in Mexico
- 600 v.Chr. Balspelen verschijnen in Olmeekse centra
- 500 v.Chr. De inheemse volkeren van de noordwestelijke kust beginnen te bloeien
- 500 v.Chr. Hiërogliefen geproduceerd in Zapoteekse centra van Monte Albán
- 450 v.Chr. Vroege Mound Builders in oostelijk Noord-Amerika
- 300 v.Chr. De dubbele-uitloop-en-brug fles wordt wijdverspreid
- 250 v.Chr. Eerste Mayaschrift
- 250 v.Chr. Grave Creek Mound gebouwd in West Virginia
- 200 v.Chr. Zapoteekse staat ontwikkeld in Mexico
- 200 v.Chr. Verval van groot tempelcomplex in Chavín de Huántar, Peru
- 200 v.Chr. Elite Calimacultuur-begravingen met rijke grafgoederen in Malagana, Colombia
- Tijdens de formatieve periode ontwikkelt de pottenbakkerij en de

weverij zich en ontstaan de eerste permanente nederzettingen.
- 100 v.Chr. Opkomst van het Hopewellcultuur-uitwisselingssysteem langs de Mississippi
- 100 v.Chr. Opkomst van Teotihuacán in Mexico
- 50 v.Chr. Opkomst van Ipiutak in Alaska

## Belangrijke personen

### Afrika
- Psusennes I, derde farao van de 21e dynastie van het Oude Egypte
- Psusennes II, laatste farao van de 21e dynastie
- Sjosjenq I, stichter en eerste farao van de 22e dynastie van het Oude Egypte
- Osorkon I, tweede farao van de 22e dynastie
- Takelot II, farao van de 22e dynastie
- Sjosjenq II, farao van de 22e dynastie
- Piye, farao van de 25e dynastie van het Oude Egypte
- Kashta, farao van de 25e dynastie
- Taharqa, farao van de 25e dynastie
- Tantamani, laatste farao van de 25e dynastie
- Psammetichus I, farao van de 26e dynastie van het Oude Egypte
- Psammetichus II, farao van de 26e dynastie
- Apriës, vierde farao van de 26e dynastie
- Hanno, Carthaagse suffeet
- Hannibal Barkas, Carthaagse generaal
- Hasdrubal, Carthaags generaal
- Shanakdakheto, koningin van Koesj
- Massinissa, eerste koning van Oost-Numidië
- Cleopatra VII, laatste Hellenistische heerseres van Egypte

### Azië
- Koning David, tweede koning van het Koninkrijk Israël
- Jesaja, profeet uit het Oude Testament
- Jeremia, profeet uit het Oude Testament
- Mahavira, stichter van het jaïnisme
- Laozi, Chinees profeet en stichter van het taoïsme
- Cyrus II de Grote, stichter van het Perzische Rijk
- Gautama Boeddha, spiritueel leider
- Confucius, denker en sociaal filosoof uit het Oude China
- Darius I, koning van Perzië
- Pāṇini, Sanskriet-geleerde en een van de grootste taalkundigen ooit
- Chandragupta Maurya, stichter van het Mauryarijk
- Mencius, Chinees filosoof
- Asoka, heerser van het Mauryarijk
- Qin Shi Huangdi, eerste keizer van verenigd China en stichter van de Qin-dynastie
- Jonathan Makkabeüs, leider in de Makkabese opstand tegen de Seleucidische overheersing
- Han Wudi, zevende keizer van de Han-dynastie van China
- Herodes I, vazalkoning onder de Romeinen over Palestina
- Sima Qian, Chinees historicus

### Europa
- Homerus, Griekse dichter en zanger
- Romulus en Remus, de mythologische stichters van Rome
- Leonidas I van Sparta, koning van Sparta
- Perikles, staatsman, veldheer en leider van Athene
- Socrates, Griekse filosoof
- Plato, Griekse filosoof
- Aristoteles, Griekse filosoof
- Alexander de Grote, koning van Macedonië
- Euclides van Alexandrië, Hellenistisch wiskundige
- Archimedes, Griekse wiskundige, natuurkundige, ingenieur, uitvinder en sterrenkundige
- Marcus Tullius Cicero, Romeins redenaar, politicus, advocaat en filosoof
- Julius Caesar, Romeins politicus
- Vergilius, Romeins dichter

<< · 10e · 9e · 8e · 7e · 6e · 5e · 4e · 3e · 2e · 1e · >>
<<< · 10e · 9e · 8e · 7e · 6e · 5e · 4e · 3e · 2e · 1e · "0" · 1e · 2e · 3e · 4e